# Lista di satelliti geostazionari
Questa è una lista dei satelliti geostazionari. Sono elencati nella loro posizione orbitale da est ad ovest.

## Est
| Posizione  | Nome                     | Proprietario                               | Tipo                                         | Anni di attività | Note                                                                      |
| ---------- | ------------------------ | ------------------------------------------ | -------------------------------------------- | ---------------- | ------------------------------------------------------------------------- |
| 180,0° est | Intelsat 701             | Intelsat                                   |                                              |                  |                                                                           |
| 172,0° est | GE 23                    | GE                                         |                                              |                  |                                                                           |
| 169,0° est | Intelsat 2               | Intelsat                                   |                                              |                  | Nome precedente: PanAmSat 2.                                              |
| 166,0° est | Intelsat 8               | Intelsat                                   |                                              |                  | Nome precedente: PanAmSat 8.                                              |
| 164,0° est | Optus B1                 | Optus                                      |                                              |                  |                                                                           |
| 162,0° est | Superbird B2             | SCC                                        |                                              |                  |                                                                           |
| 160,0° est | Optus D1                 | Optus                                      | Satellite per telecomunicazioni              | 2006-operativo   |                                                                           |
| 158,0° est | Superbird A              | SCC                                        |                                              |                  |                                                                           |
| 157,0° est | Intelsat 602             | Intelsat                                   |                                              |                  |                                                                           |
| 156,0° est | Optus C1                 | Optus                                      |                                              |                  |                                                                           |
| 154,0° est | JCSAT 2A                 | JCSAT                                      |                                              |                  |                                                                           |
| 152,0° est | Optus B3                 | Optus                                      |                                              |                  |                                                                           |
| 150,0° est | JCSAT R                  | JCSAT                                      |                                              |                  |                                                                           |
| 148,0° est | MEASAT-2                 | MEASAT                                     |                                              |                  |                                                                           |
| 146,0° est | Agila2                   | Mabuhay Satellite Corporation              |                                              |                  |                                                                           |
| 145,0° est | Gorizont 45              | Gorizont                                   |                                              |                  |                                                                           |
| 144,0° est | Superbird C              | SCC                                        |                                              |                  |                                                                           |
| 140,0° est | Express AM3              | Express                                    | Satellite televisivo                         | 2005-operativo   |                                                                           |
| 140,0° est | Gorizont 36              | Gorizont                                   |                                              |                  |                                                                           |
| 140,0° est | Gorizont 43              | Gorizont                                   |                                              |                  |                                                                           |
| 138,0° est | Telstar 18 (APSTAR V)    | Loral Skynet (APT Satellite Holdings Ltd.) |                                              |                  |                                                                           |
| 138,0° est | APSTAR I                 | APT Satellite Holdings Ltd.                |                                              | 1994-2004        | Non più operativo.                                                        |
| 134,0° est | APSTAR VI                | APT Satellite Holdings Ltd.                |                                              |                  |                                                                           |
| 134,0° est | APSTAR IA                | APT Satellite Holdings Ltd.                |                                              | 1996–2005        | Non più operativo.                                                        |
| 128,0° est | JCSat 10                 | JSAT Cooperation                           | Satellite per telecomunicazioni              | 2006-operativo   |                                                                           |
| 120,0° est | Thaicom 1                | Shin Satellite                             |                                              |                  |                                                                           |
| 120,0° est | Thaicom 4                | Shin Satellite                             |                                              | 2005-operativo   |                                                                           |
| 116,0° est | Koreasat 3               | Korea Telecom                              |                                              |                  |                                                                           |
| 113,0° est | Palapa C2                | Palapa                                     |                                              |                  |                                                                           |
| 113,0° est | Koreasat 2               | Korea Telecom                              |                                              |                  |                                                                           |
| 113,0° est | Koreasat 5               | Korea Telecom                              | Satellite per telecomunicazioni              | 2006-operativo   |                                                                           |
| 105,0° est | AsiaStar                 | WorldSpace                                 |                                              |                  |                                                                           |
| 103,0° est | Express A2               | Express                                    |                                              |                  |                                                                           |
| 103,0° est | Gorizont 40              | Gorizont                                   |                                              |                  |                                                                           |
| 100,5° est | AsiaSat 2                | AsiaSat                                    |                                              |                  |                                                                           |
| 99,0° est  | Ekran-M 4                | Kosmitscheskaja Swjas (Ekran)              |                                              |                  |                                                                           |
| 98,5° est  | Thuraya 3                | Thuraya                                    | Satellite per telecomunicazioni              | 2008-operativo   |                                                                           |
| 96,5° est  | Express AM11             | Kosmitscheskaja Swjas (Express)            |                                              | 2004–2006        | Non più operativo, si presume per una collisione con un detrito spaziale. |
| 95,0° est  | NSS-6                    | NSS                                        |                                              |                  |                                                                           |
| 93,5° est  | Insat-3A                 | Insat                                      |                                              | 2003-operativo   |                                                                           |
| 91,5° est  | MEASAT-1                 | MEASAT                                     |                                              |                  |                                                                           |
| 91,5° est  | MEASAT-3                 | MEASAT                                     |                                              |                  |                                                                           |
| 90° est    | Yamal 201                | Yamal                                      |                                              |                  |                                                                           |
| 90° est    | Yamal 100                | Yamal                                      |                                              |                  |                                                                           |
| 85,2° est  | Intelsat 709             | Intelsat                                   |                                              |                  |                                                                           |
| 83,0° est  | Insat-2E                 | Insat                                      |                                              |                  |                                                                           |
| 83,0° est  | Insat-3B                 | Insat                                      |                                              |                  |                                                                           |
| 83,0° est  | Insat-4A                 | Insat                                      |                                              | 2005-operativo   |                                                                           |
| 80,0° est  | Express AM2              | Express                                    |                                              | 2005-operativo   |                                                                           |
| 78,5° est  | Thaicom 2                | Shin Satellite                             | Satellite televisivo                         | 1994-operativo   |                                                                           |
| 78,5° est  | Thaicom 3                | Shin Satellite                             | Satellite televisivo                         | 1997-operativo   |                                                                           |
| 78,5° est  | Thaicom 5                | Shin Satellite                             |                                              |                  |                                                                           |
| 76,5° est  | Telstar 10               | Loral Skynet                               |                                              |                  |                                                                           |
| 75° est    | LMI 1                    | Intersputnik                               |                                              |                  |                                                                           |
| 72,0° est  | Intelsat 4               | Intelsat                                   |                                              |                  | Nome precedente: PanAmSat 4                                               |
| 70,5° est  | Eutelsat W5              | Eutelsat                                   | Satellite televisivo e per telecomunicazioni | 2002-operativo   |                                                                           |
| 68,5° est  | Intelsat 10              | Intelsat                                   |                                              |                  | Nome precedente: PanAmSat 10.                                             |
| 68,5° est  | Intelsat 7               | Intelsat                                   |                                              |                  | Nome precedente: PanAmSat 7.                                              |
| 66° est    | Intelsat 704             | Intelsat                                   |                                              |                  |                                                                           |
| 64° est    | Intelsat 906             | Intelsat                                   | Satellite per telecomunicazioni              | 2002-operativo   |                                                                           |
| 63° est    | Meteosat 5               | Eumetsat                                   | Satellite meteorologico                      | 1991-operativo   |                                                                           |
| 62° est    | Intelsat 902             | Intelsat                                   | Satellite televisivo                         | 2001-operativo   |                                                                           |
| 60° est    | Intelsat 904             | Intelsat                                   | Satellite televisivo                         | 2002-operativo   |                                                                           |
| 57,5° est  | Meteosat 7               | Eumetsat                                   |                                              | 1997-operativo   | Ancora in trasferimento da 0°.                                            |
| 57° est    | NSS-703                  | SES NewSkies                               |                                              | 1994-operativo   |                                                                           |
| 56° est    | Bonum 1                  | Bonum                                      |                                              |                  |                                                                           |
| 55° est    | Insat-3E                 | Insat                                      |                                              |                  |                                                                           |
| 54,8 est   | Intelsat 702             | Intelsat                                   |                                              |                  |                                                                           |
| 53° est    | Express AM22             | Express                                    | Satellite televisivo                         | 2003-operativo   |                                                                           |
| 53° est    | SESAT 2 (Express AM22)   | Eutelsat                                   | Satellite televisivo                         | 2003-operativo   |                                                                           |
| 50,2° est  | Intelsat 706             | Intelsat                                   |                                              |                  |                                                                           |
| 49° est    | Yamal 202                | Yamal                                      | Satellite televisivo                         | 2003-operativo   |                                                                           |
| 48° est    | G-Sat 2                  | G-Sat                                      |                                              |                  |                                                                           |
| 48° est    | Eutelsat 2F2             | Eutelsat                                   | Satellite televisivo                         | 1991–2005        | Non più operativo.                                                        |
| 47,5° est  | Koreasat 1/Europe Star B | Korea Telecom/Europe Star                  |                                              | 1995–2005        | Non più operativo.                                                        |
| 45,0° est  | Intelsat 12              | Intelsat                                   |                                              |                  | Nome precedente: PanAmSat 12.                                             |
| 44° est    | Thuraya 2                | Thuraya                                    |                                              |                  |                                                                           |
| 42,5° est  | NewSat 1                 | Thuraya                                    |                                              |                  |                                                                           |
| 42,0° est  | Türksat 1C               | Türksat                                    | Satellite televisivo                         | 1996-operativo   |                                                                           |
| 42,0° est  | Eurasiasat1 (Türksat 2A) | Türksat                                    | Satellite televisivo                         | 2001-operativo   |                                                                           |
| 42,0° est  | Türksat 3A               | Türksat                                    |                                              | 2008-operativo   |                                                                           |
| 40° est    | Express A1R              | Express                                    |                                              |                  |                                                                           |
| 40° est    | Express AM1              | Express                                    | Satellite televisivo                         | 2004-operativo   |                                                                           |
| 39° est    | Hellas Sat 1             | Hellas Sat                                 |                                              | 2002–2003        | Non più operativo; in passato Kopernikus 3.                               |
| 39° est    | Hellas-Sat 2             | Hellas Sat                                 |                                              |                  |                                                                           |
| 38° est    | Paksat 1                 | PaksatPaksat                               |                                              |                  |                                                                           |
| 36° est    | SESAT 1                  | Eutelsat                                   | Satellite televisivo                         | 2001-operativo   |                                                                           |
| 36° est    | Eutelsat W4              | Eutelsat                                   | Satellite televisivo                         | 2000-operativo   |                                                                           |
| 36° est    | TDF 2                    |                                            |                                              | 1997–1999        | Non più operativo.                                                        |
| 33,5° est  | DFS Kopernikus 1         |                                            |                                              | 1992–1994?       | Non più operativo.                                                        |
| 33° est    | Eurobird 3               | Eutelsat                                   | Satellite televisivo e per telecomunicazioni | 2003-operativo   |                                                                           |
| 32,9° est  | Intelsat 802             | Intelsat                                   | Satellite televisivo                         | 1997-operativo   |                                                                           |
| 31,3° est  | Türksat 1B               | Türksat                                    | Satellite televisivo                         | 1994-operativo   |                                                                           |
| 30,5° est  | Arabsat 2B               | Arabsat                                    | Satellite televisivo                         | 1996-operativo   |                                                                           |
| 29° est    | XTAR-EUR                 | XTAR                                       | Satellite per telecomunicazioni              | 2005-operativo   |                                                                           |
| 28,5° est  | Eurobird 1               | Eutelsat                                   | Satellite televisivo                         | 2001-operativo   |                                                                           |
| 28,5° est  | DFS Kopernikus 2         |                                            |                                              | 1990–2000?       | Non più operativo.                                                        |
| 28,2° est  | Astra 2A                 | SES Astra                                  | Satellite televisivo                         | 1998-operativo   |                                                                           |
| 28,2° est  | Astra 2B                 | SES Astra                                  | Satellite televisivo                         | 2000-operativo   |                                                                           |
| 28,2° est  | Astra 2D                 | SES Astra                                  | Satellite televisivo                         | 2000-operativo   | Ricezione problematica; vedere qui.                                       |
| 26° est    | Arabsat 2A               | Arabsat                                    | Satellite televisivo                         | 1996–2005        |                                                                           |
| 26° est    | BADR-C                   | Arabsat                                    | Satellite televisivo                         | 1997-operativo   | Nomi precedenti: Arabsat 2C, PanAmSat 5, Intelsat 5.                      |
| 26° est    | BADR-3                   | Arabsat                                    | Satellite televisivo                         | 1999-operativo   |                                                                           |
| 26° est    | BADR-2                   | Arabsat                                    | Satellite televisivo                         | 1998-operativo   |                                                                           |
| 25° est    | Inmarsat 3F5             | Inmarsat                                   |                                              |                  |                                                                           |
| 23,5° est  | Astra 1D                 | SES Astra                                  | Satellite televisivo                         | 1994-operativo   |                                                                           |
| 23,5° est  | Astra 3A                 | SES Astra                                  | Satellite televisivo                         | 2002-operativo   |                                                                           |
| 23,5° est  | Astra 3B                 | SES Astra                                  | Satellite televisivo                         | 2009-operativo   |                                                                           |
| 23,5° est  | DFS Kopernikus 1         |                                            |                                              | 1989–1992        | Non più operativo.                                                        |
| 23,5° est  | DFS Kopernikus 3         |                                            |                                              | 1992–2002        | Non più operativo.                                                        |
| 23° est    | Chinasat 6               | Chinasat                                   |                                              |                  |                                                                           |
| 21,5° est  | Artemis                  | ESA                                        | Satellite per telecomunicazioni              | 2001-operativo   |                                                                           |
| 21,5° est  | Eutelsat W6              | Eutelsat                                   | Satellite televisivo e per telecomunicazioni | 1999-operativo   |                                                                           |
| 21° est    | AfriStar                 | WorldSpace                                 |                                              |                  |                                                                           |
| 19,2° est  | Astra 1A                 | SES Astra                                  | Satellite televisivo                         | 1988–2004        | Non più operativo.                                                        |
| 19,2° est  | Astra 1B                 | SES Astra                                  | Satellite televisivo                         | 1991–2004        | Non più operativo.                                                        |
| 19,2° est  | Astra 1C                 | SES Astra                                  | Satellite televisivo                         | 1993–2006        | Non più operativo.                                                        |
| 19,2° est  | Astra 1E                 | SES Astra                                  | Satellite televisivo                         | 1995-operativo   |                                                                           |
| 19,2° est  | Astra 1F                 | SES Astra                                  | Satellite televisivo                         | 1996-operativo   |                                                                           |
| 19,2° est  | Astra 1G                 | SES Astra                                  | Satellite televisivo                         | 1997-operativo   |                                                                           |
| 19,2° est  | Astra 1H                 | SES Astra                                  | Satellite televisivo                         | 1999-operativo   |                                                                           |
| 19,2° est  | Astra 2C                 | SES Astra                                  | Satellite televisivo                         | 2001-operativo   |                                                                           |
| 19,2° est  | Astra 1KR                | SES Astra                                  | Satellite televisivo                         | 2006-operativo   |                                                                           |
| 16,2° est  | SICRAL 1                 | Ministero della difesa italiano            | Satellite militare                           | 2001-operativo   |                                                                           |
| 16° est    | Eutelsat W2              | Eutelsat                                   | Satellite televisivo e per telecomunicazioni | 1998-operativo   |                                                                           |
| 13° est    | Hot Bird 1               | Eutelsat                                   | Satellite televisivo                         | 1995-operativo   |                                                                           |
| 13° est    | Hot Bird 2               | Eutelsat                                   | Satellite televisivo                         | 1996-operativo   |                                                                           |
| 13° est    | Hot Bird 3               | Eutelsat                                   | Satellite televisivo                         | 1997-operativo   |                                                                           |
| 13° est    | Hot Bird 4               | Eutelsat                                   | Satellite televisivo                         | 1998-operativo   |                                                                           |
| 13° est    | Hot Bird 9A              | Eutelsat                                   | Satellite televisivo                         | 2006-operativo   |                                                                           |
| 13° est    | Hot Bird 13A             | Eutelsat                                   | Satellite televisivo                         | 2002-operativo   |                                                                           |
| 13° est    | Hot Bird 13B             | Eutelsat                                   | Satellite televisivo                         | 2006-operativo   |                                                                           |
| 12° est    | Raduga 29                | Raduga                                     |                                              |                  |                                                                           |
| 10° est    | Eutelsat W1              | Eutelsat                                   | Satellite televisivo e per telecomunicazioni | 2000-operativo   |                                                                           |
| 10° est    | Meteosat 6               | Eumetsat                                   | Satellite meteorologico                      | 1993-operativo   |                                                                           |
| 7° est     | Eutelsat W3A             | Eutelsat                                   | Satellite televisivo e per telecomunicazioni | 2004-operativo   |                                                                           |
| 5° est     | Tele-X                   | Sirius                                     | Satellite televisivo                         | 1989–1998        | Non più operativo.                                                        |
| 5° est     | Sirius 3                 | Sirius                                     | Satellite televisivo                         | 1998-operativo   |                                                                           |
| 4,8° est   | Sirius 2                 | Sirius                                     | Satellite televisivo                         | 1997-operativo   |                                                                           |
| 3° est     | Telecom 2A               | Telecom                                    | Satellite televisivo                         | 1991-operativo   |                                                                           |

## Meridiano 0
| Posizione | Nome       | Proprietario | Tipo                    | Anni di funzionamento | Note |
| --------- | ---------- | ------------ | ----------------------- | --------------------- | ---- |
| 0°        | Meteosat 8 | Eumetsat     | Satellite meteorologico | 2002-operativo        |      |

## Ovest
| Posizione     | Nome                             | Proprietario           | Tipo                                         | Anni di funzionamento | Note               |
| ------------- | -------------------------------- | ---------------------- | -------------------------------------------- | --------------------- | ------------------ |
| 0,8° ovest    | Thor 2                           | Telenor                | Satellite per telecomunicazioni              | 1997-2008             | Non più operativo  |
| 0,8° ovest    | Thor 3                           | Telenor                | Satellite per telecomunicazioni              |                       |                    |
| 1° ovest      | Intelsat 10-02                   | Intelsat               |                                              |                       |                    |
| 4° ovest      | Amos 1                           | Amos                   | Satellite per telecomunicazioni              |                       |                    |
| 4° ovest      | Amos 2                           | Amos                   | Satellite per telecomunicazioni              |                       |                    |
| 5° ovest      | Atlantic Bird 3                  | Eutelsat               |                                              |                       |                    |
| 5° ovest      | Telecom 2C                       | France Télécom         |                                              |                       |                    |
| 6,5° ovest    | Meteosat 9 (MSG 2)               | Eumetsat               | Satellite meteorologico                      |                       |                    |
| 7° ovest      | Nilesat 101                      | Nilesat                | Satellite per telecomunicazioni              |                       |                    |
| 7° ovest      | Nilesat 102                      | Nilesat                | Satellite per telecomunicazioni              |                       |                    |
| 8° ovest      | Atlantic Bird 2                  | Eutelsat               |                                              |                       |                    |
| 8° ovest      | Telecom 2D                       | Telecom                |                                              |                       |                    |
| 11° ovest     | Express 3A                       | Express                |                                              |                       |                    |
| 12,5° ovest   | Atlantic Bird 1                  | Eutelsat               |                                              |                       |                    |
| 14° ovest     | Gorizont 37                      | Gorizont               |                                              |                       |                    |
| 14° ovest     | Gorizont 44                      | Gorizont               |                                              |                       |                    |
| 15° ovest     | Telstar 12                       | Telstar / Loral Skynet |                                              |                       |                    |
| 18° ovest     | Intelsat 901                     | Intelsat               |                                              |                       |                    |
| 19° ovest     | TV-SAT 2                         |                        |                                              | 1989–1994             | Non più operativo. |
| 19° ovest     | TDF 1                            |                        |                                              | 1989–1994             | Non più operativo. |
| 19° ovest     | TDF 2                            |                        |                                              | 1989–1994             | Non più operativo. |
| 19° ovest     | Olympus                          | ESA                    | Satellite televisivo e per telecomunicazioni | 1989–1994             | Non più operativo. |
| 19° ovest     | TV-SAT 1                         |                        |                                              | 1987-1989             | Non più operativo. |
| 20° ovest     | Intelsat 603                     | Intelsat               |                                              |                       |                    |
| 22° ovest     | NSS-7                            | SES New Skies          |                                              |                       |                    |
| 24,5° ovest   | Intelsat 905                     | Intelsat               |                                              |                       |                    |
| 27,5° ovest   | Intelsat 907                     | Intelsat               |                                              |                       |                    |
| 30° ovest     | Hispasat 1C                      | Hispasat               |                                              |                       |                    |
| 30° ovest     | Hispasat 1D                      | Hispasat               |                                              |                       |                    |
| 30° ovest     | Spainsat                         | Hisdesat               |                                              |                       |                    |
| 31,5° ovest   | Intelsat 801                     | Intelsat               |                                              |                       |                    |
| 33,5° ovest   | HYLAS                            | Avanti Screenmedia     |                                              |                       |                    |
| 34,5° ovest   | Intelsat 903                     | Intelsat               |                                              |                       |                    |
| 37,5° ovest   | Telstar 11                       | Telstar                |                                              |                       |                    |
| 37,5° ovest   | AMC 12                           | SES Americom           |                                              |                       |                    |
| 37,5° ovest   | Astra 4A                         | SES Astra              |                                              |                       |                    |
| 37,5° ovest   | Star One C-12                    | Star One               |                                              |                       |                    |
| 40,5° ovest   | NSS-806                          | SES New Skies          |                                              |                       |                    |
| 43° ovest     | PanAmSat 6B                      | PanAmSat               |                                              |                       |                    |
| 43,1° ovest   | PanAmSat 3                       | PanAmSat               |                                              |                       |                    |
| 45,0° ovest   | PanAmSat 1R                      | PanAmSat               |                                              |                       |                    |
| 53,0° ovest   | Intelsat 707                     | Intelsat               |                                              |                       |                    |
| 58,0° ovest   | PanAmSat 9                       | PanAmSat               |                                              |                       |                    |
| 61° ovest     | Amazonas                         | Hispasat               |                                              |                       |                    |
| 61,5° ovest   | EchoStar III                     | EchoStar               |                                              |                       |                    |
| 70,0° ovest   | Brasilsat B1                     | Brasilsat              |                                              |                       |                    |
| 72,0° ovest   | AMC 6                            | SES Americom           |                                              |                       |                    |
| 74,0° ovest   | SBS 6                            | PanAmSat               |                                              |                       |                    |
| 79,0° ovest   | AMC 5                            | SES Americom           |                                              |                       |                    |
| 82,0° ovest   | Nimiq 2                          | Telesat Canada         |                                              |                       |                    |
| 82,0° ovest   | Nimiq 3                          | Telesat Canada         |                                              |                       |                    |
| 83,0° ovest   | AMC 9                            | SES Americom           |                                              |                       |                    |
| 85,0° ovest   | AMC 16                           | SES Americom           |                                              |                       |                    |
| 85,0° ovest   | XM-3 Rhythm                      | XM Satellite Radio     |                                              |                       |                    |
| 87,0° ovest   | AMC 3                            | SES Americom           |                                              |                       |                    |
| 91,0° ovest   | Nimiq 1                          | Telesat Canada         |                                              |                       |                    |
| 91,0° ovest   | Nimiq 4i                         | Telesat Canada         |                                              |                       |                    |
| 91,0° ovest   | Galaxy 11                        | PanAmSat               |                                              |                       |                    |
| 95,0° ovest   | Galaxy 3C                        | PanAmSat               |                                              |                       |                    |
| 99,0° ovest   | Galaxy 4R                        | PanAmSat               |                                              |                       |                    |
| 100,5° ovest  | DirecTV 8                        | DirecTV                |                                              |                       |                    |
| 101,0° ovest  | AMC 4                            | SES Americom           |                                              |                       |                    |
| 101,0° ovest  | DirecTV 1R                       | DirecTV                |                                              |                       |                    |
| 101,2° ovest  | DirecTV 4S                       | DirecTV                |                                              |                       |                    |
| 102,8° ovest  | SPACEWAY-1                       | SPACEWAY               |                                              |                       |                    |
| 103,0° ovest  | AMC 1                            | SES Americom           |                                              |                       |                    |
| 105,0° ovest  | AMC 2                            | SES Americom           |                                              |                       |                    |
| 107,3° ovest  | Anik F1                          | Telesat Canada         | Satellite televisivo                         |                       |                    |
| 107,3° ovest  | Anik F1R                         | Telesat Canada         | Satellite televisivo                         |                       |                    |
| 109,2° ovest  | Satmex 6                         | Satmex                 |                                              |                       |                    |
| 109,8° ovest  | DirecTV 5                        | DirecTV                |                                              |                       |                    |
| 110,0° ovest  | EchoStar V                       | EchoStar               |                                              |                       |                    |
| 110,0° ovest  | EchoStar VIII                    | EchoStar               |                                              |                       |                    |
| 110,0° ovest  | EchoStar X                       | EchoStar               |                                              |                       |                    |
| 111,1° ovest  | Anik F2                          | Telesat Canada         |                                              |                       |                    |
| 113,0° ovest  | Solidaridad II                   | Satmex                 |                                              |                       |                    |
| 115,0° ovest  | Satcom C-3                       | Satcom                 |                                              |                       |                    |
| 115,0° ovest  | XM-1 Roll                        | XM Satellite Radio     |                                              |                       |                    |
| 115,0° ovest  | XM-2 Rock                        | XM Satellite Radio     |                                              |                       |                    |
| 115,1° ovest  | ViaSat-1                         | ViaSat                 |                                              |                       |                    |
| 116,8° ovest  | Satmex 5                         | Satmex                 |                                              |                       |                    |
| 119,0° ovest  | EchoStar IV                      | EchoStar               |                                              |                       |                    |
| 119,0° ovest  | EchoStar VI                      | EchoStar               |                                              |                       |                    |
| 119,0° ovest  | EchoStar VII                     | EchoStar               |                                              |                       |                    |
| 119,0° ovestt | DirecTV 7S                       | DirecTV                |                                              |                       |                    |
| 121,0° ovest  | EchoStar IX/Intelsat Americas 13 | EchoStar/Intelsat      |                                              |                       |                    |
| 123,0° ovest  | Galaxy 10R                       | PanAmSat               |                                              |                       |                    |
| 125,0° ovest  | Galaxy 14                        | PanAmSat               |                                              |                       |                    |
| 127,0° ovest  | Galaxy 13                        | PanAmSat               |                                              |                       |                    |
| 127,0° ovest  | Horizons 1                       | PanAmSat               |                                              |                       |                    |
| 131,0° ovest  | AMC 11                           | SES Americom           |                                              |                       |                    |
| 133,0° ovest  | Galaxy 15                        | PanAmSat               |                                              |                       |                    |
| 135,0° ovest  | AMC 10                           | SES Americom           |                                              |                       |                    |
| 135,0° ovest  | Satcom C-4                       | Satcom                 |                                              |                       |                    |
| 137,0° ovest  | AMC 7                            | SES Americom           |                                              |                       |                    |
| 139,0° ovest  | AMC 8                            | SES Americom           |                                              |                       |                    |
| 148,0° ovest  | EchoStar I                       | EchoStar               |                                              |                       |                    |
| 148,0° ovest  | EchoStar II                      | EchoStar               |                                              |                       |                    |
| 170,0° ovest  | AMC 23 (Worldsat-3)              | SES Americom           |                                              |                       |                    |
| 177,0° ovest  | NSS-5                            | SES New Skies          |                                              |                       |                    |